# Fülöp
Fülöp là một thị trấn thuộc hạt Hajdú-Bihar, Hungary. Thị trấn này có diện tích 55,95 km², dân số năm 2010 là 1765 người, mật độ 32 người/km².